# THE BEST OF YUKI KOYANAGI ETERNITY 〜15th Anniversary〜
「THE BEST OF YUKI KOYANAGI ETERNITY 〜15th Anniversary〜」（ザ・ベスト・オブ・ユキ・コヤナギ・エタニティ 〜フィフティーンス・アニバーサリー〜）は、小柳ゆき3枚目のベスト・アルバム。2013年9月25日発売。発売元はワーナーミュージック・ジャパン。

## 解説
デビューした1999年から2007年までに所属したワーナーミュージック・ジャパンから発表されたシングル、アルバムより選ばれた楽曲が収録された。

## 収録曲
1. あなたのキスを数えましょう 〜You were mine〜
1stシングル
2. 愛情
4thシングル
3. can't hold me back
4thシングル
4. be alive
5thシングル
5. きよしこの夜〜ホワイト・クリスマス〜
6thシングル
6. DEEP DEEP
7thシングル
7. beautiful world
8thシングル
8. my all..
9thシングル
9. remain〜心の鍵
10thシングル
10. HIT ON
11thシングル
11. Endless
12thシングル
12. Lovin' You
13thシングル
13. ON THE RADIO
14thシングル
14. 恋のフーガ
15thシングル
15. 誓い
20thシングル
16. Sunrise
7thアルバム『SUNRISE』の表題曲。
17. あなたのキスを数えましょう 〜You were mine〜 -Orchestra Version-